# Sanjō Sanetomi

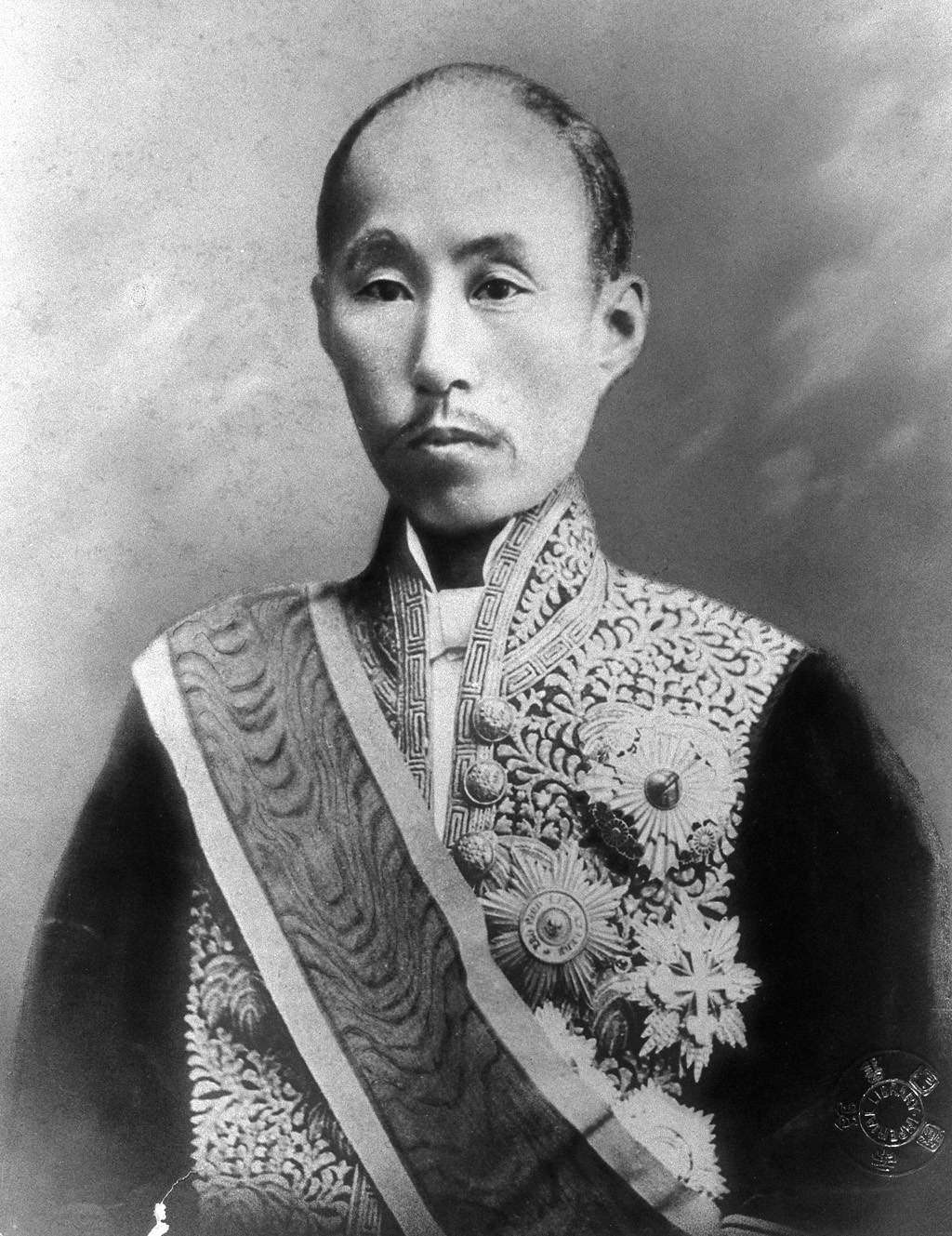
Sanjō Sanetomi

Sanjō Sanetomi (jap. 三条 実美; * 13. März 1837 (jap. Kalender: Tempō 8/2/7) in Kyōto; † 18. Februar 1891 in Roppongi, Tokio) war ein japanischer Hofadliger (kuge), der ab 1863 die Meiji-Restauration unterstützte und in der vorkonstitutionellen Zeit eine Vielzahl Regierungsposten innehatte.

## Jugend und Familie
Sanjō Sanetomi wurde als zweiter Sohn Sanjō Sanekazus geboren. Der Vater hatte bis zu seinem Tode, als er 1859 ein Opfer der Ansei-Säuberungen unter Führung Ii Naosukes wurde, das hohe Amt eines Udaijin („Kanzler zur Rechten“) inne. Die Mutter war eine Tochter Yamanouchi Toyokazus, des Daimyōs von Tosa. Sein Jugendname war Yoshimaro. Die Sanjō-Familie stammte in direkter Linie aus dem Hokke-Haus der Fujiwara, daher trug er auch den Namen Fujiwara no Saneyoshi. Sein Lehrmeister war Tanemori Yoshiomi. Aufgrund seiner edlen Geburt wurde ihm bereits 1849 der folgende untere 5. Hofrang verliehen. Ende 1855, mit 18 Jahren, stand er bereits im wirklichen vierten unteren Rang, zu einer Zeit, als die durch die von Commodore Perry erzwungene Öffnung von Handelsplätzen eine tiefe politische Krise auslöste.

## Bis 1867
Sanjō war zunächst Teil der Sonnō-jōi-Fraktion („Verehrt den Kaiser! - Hinweg mit den Barbaren!“). Er war 1862 Chūnagon (im folgenden 3. Hofrang). Er gehörte 1863 zu der von Anegakōji Kintomi geleiteten Gesandtschaft des Mikado an den Hof des Shogun, die diesen aufforderte, sich am Kaiserhof in Kioto einzufinden sowie bis Frühjahr 1864 Vorkehrungen zur Vertreibung der Fremden zu treffen.
Als durch den Putsch am 18. August 1863 die moderateren Aizu- und Satsuma-Politiker die Oberhand gewannen, war er einer der sieben Höflinge, deren Entfernung gefordert wurde. Sanjō floh nach Chōshū unter Schutz des Daimyō Mōri. Ab 1864 hielt er sich in Dazaifu auf.

## Nach 1867
Nach dem Rücktritt von Tokugawa Keiki kehrte er nach Kioto zurück. In der Ende 1867 gebildeten kaiserlichen Regierung fungierte er in einer Doppelfunktion als Fukusōsai (Vize-Präsident) und Generalsekretär. Vom letztgenannten Posten trat er am 20. Januar 1868, woraufhin er am 20. Februar 1868 in die Stellung eines Dainagon versetzt wurde. Weiterhin war er Gouverneur für die acht Kantō-Provinzen. Am 24. April erfolgte seine Ernennung zum Kommandeur der linken Palastgarde.
Mit der Umstrukturierung der Regierung in den Monaten April und Mai 1868 wurden seine Stellungen abgeschafft. Innerhalb der neuen Struktur wurde er Udaijin. Diese Stellung hatte vom 11. Juni 1868 bis 15. August 1871 inne. Danach wurde er zum Großkanzler (Daijō Daijin) ernannt, der letzte Amtsinhaber, bis diese Position mit Einführung des Kabinett-Systems Ende 1885 abgeschafft wurde.
Am 11. April 1882 erhielt er das „Band zum Großkreuz des Chrysanthemen-Ordens“ verliehen. Unter der neu geschaffenen Adelsklassifizierung (kazoku) wurde er am 7. Juli 1884 gefürstet (kōshaku).
Nach Einführung des Kabinettsystems wurde er am 22. Dezember 1885 Lordsiegelbewahrer (naidaijin).
Als Kuroda Kiyotaka und sein Kabinett geschlossen zurücktraten, fungierte er vom 25. Oktober bis 24. Dezember 1889 als geschäftsführender Premierminister.
Im Februar 1890 nahm er seinen Sitz im Herrenhaus ein, der ihm als kōshaku automatisch zustand.
Am 18. Februar 1891 wurde ihm – der inzwischen rein zeremonielle – wirkliche erste Hofrang verliehen. Sanjō verstarb, 55-jährig, am selben Tag. Am 25. erhielt er ein Staatsbegräbnis. Sein Grab befindet sich im Tokioter Gokokuji.

## Quelle
- Kodansha Encyclopedia of Japan Vol. VII